# 保加利亞國家圖書館

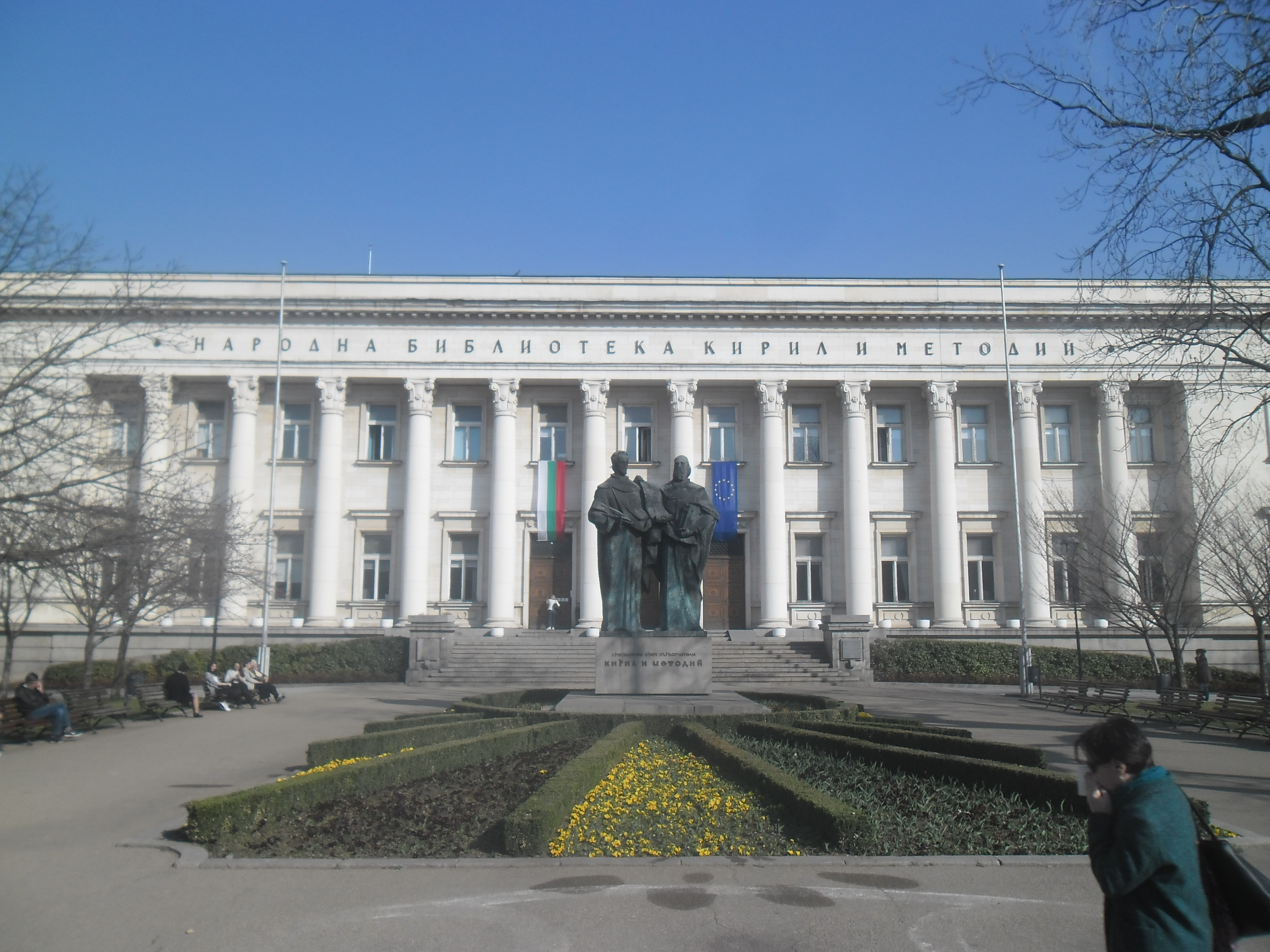

保加利亞國家圖書館位於索菲亞，是保加利亞的國家圖書館。它創建於1878年4月4日，成立三年後獲得了國家圖書館的地位。1924年，保加利亞國家復興檔案館與國家圖書館合併。圖書館的建築是索菲亞的地標建築之一，修建於1940年至1953年。

## 外部連結
- Official website of the National Library* （页面存档备份，存于）
- Oriental Collections Department（页面存档备份，存于）

42°41′41″N 23°20′10″E / 42.69472°N 23.33611°E